# Ryszard Zieniawa
Ryszard Zieniawa (ur. 1 lutego 1933 w Równem, zm. 15 maja 2020) – polski judoka i aikidoka, trener judo, najlepszy trener w 1988 w 54. Plebiscycie „Przeglądu Sportowego”.

## Kariera sportowa
Był zawodnikiem Zrywu Gdańsk (1956–1957), Spójni Gdańsk (1958–1959) i Wybrzeża Gdańsk (od 1959). W swojej karierze zdobył 11 tytułów mistrza Polski (1957, 1958 – w kategorii 78 kg, 1959, 1960, 1961, 1962, 1964 – w kategorii 80 kg, 1960, 1961, 1962, 1963 – w kategorii open) oraz tytuł wicemistrzowski w 1963 w kategorii 80 kg. Karierę zawodniczą łączył z pracą trenerską w klubach, których barwy reprezentował. W 1969 zakończył starty, ale trenerem Wybrzeża był do 1990. Jego zawodnikami byli m.in. Jan Okrój, Czesław Kur, Antoni Reiter, Janusz Pawłowski.
W latach 1959–1964 i 1980–1991 był równocześnie trenerem reprezentacji Polski, z którą największy sukces odniósł na igrzyskach olimpijskich w Seulu (1988), gdzie Waldemar Legień zdobył złoty, a Janusz Pawłowski srebrny medal. Osiągnięcia te przyniosły mu zwycięstwo w Plebiscycie Przeglądu Sportowego na najlepszego trenera roku 1988.
W latach 90. pracował jako trener w UKS Budokan Gdańsk. W latach 1991–1993 był dyrektorem departamentu w Urzędzie Kultury Fizycznej i Sportu, w latach 1993–1995 pracował jako specjalista ds. sportów walki w Nadwiślańskich Jednostkach MSW.
W latach 1957–1976 i 1988–1994 był członkiem zarządu Polskiego Związku Judo.
W 2010 został uhonorowany miejscem w Alei Gwiazd Sportu we Władysławowie.
Posiadał stopień mistrzowski 9 dan (2017) w judo oraz 1 dan w aikido.

## Kariera zawodowa
- 09.09.1956 – 30.09.1958 r. Trener KS "Spójnia" Gdańsk,
- 01.10.1958 – 1980 r. Trener Judo GKS "Wybrzeże" Gdańsk,
- 1978 – członek Instytutu Kodokan judo w Tokyo,
- 02.01.1981 – 1985 r. Trener Polskiej Kadry Olimpijskiej w Judo,
- 1982 – 1985 r. członek Zespołu Koordynacyjnego resortowego problemu badawczo naukowego nr 105. ,
- 1991 – 1993 r. Dyrektor Departamentu Sportu w UKFiT w Warszawie,
- 1993 – 1995 r. Główny specjalista w Dowództwie Wojsk Nadwislańskich – (trener walki wręcz oraz wspinaczki)
- 1996 – 2002 r. Wykładowca Judo w Wyższej Szkole K.F. na Tajwanie,
- 1996 – 2002 r. Nauczyciel Akademicki w AWF w Gdańsku,
- 1999 – 2000 r. Wicedyrektor Departamentu Sportu UKFiS w Warszawie

## Odznaczenia
- Krzyż Kawalerski Orderu Odrodzenia Polski (1988)
- Złoty Krzyż Zasługi (1980)

## Życie prywatne
Ojciec Michała Zieniawy.